# Petrorhagia saxifraga
Espèce
Petrorhagia saxifraga, l'œillet des rochers ou l'œillet saxifrage, est une espèce de plantes herbacées de la famille des Caryophyllacées.